# 不当解雇
不当解雇（ふとうかいこ, Unfair Dismissal）とは、法律上・判例法理上の規定や就業規則・労働協約などの取り決めを守らずに使用者により行われた労働契約の解除行為（解雇）を指す。国際労働機関158号条約では、どのような解雇が妥当ではない（valid reason）かが示されている。
どのようなケースが「Unfair」（アンフェア、不公正）であるかは、各国の雇用保護規制において定義され、その範囲は国によって大きな差がある。米国とカナダ（ケベック州を除く）では、その解雇理由が禁止事項に該当しない限り、従業員を理由なく解雇しても「Fair」（フェア、公正）とされる。
不当解雇との訴えが正当とされた場合、原職復帰または金銭補償にて紛争解決がなされるが、どちらの対応が慣習であるかは国によって大きな差がある。

## 国際労働機関条約
使用者の発意による雇用の終了について、不当とされる基準が示されている。
なお試用期間中、雇用に係る資格の取得期間中、短期間臨時雇用の者については、適用は除外することが可能である（第2条）。

## 欧州連合
欧州社会憲章では、とくに不当解雇とみなされる事例を第24条で列挙している。

### オランダ
以下を理由とした解雇は、Unfairとされる。
- 宗教、人種、年齢、障害（差別）に関する理由[3]
- 従業員が病気または労働災害となって、2年間を経過しない場合[3]
- 妊娠または産休[3]
- 育児休暇の権利の講師[3]
- 労使協議会または人事協会のメンバーであること[3]
- 政治団体、労働組合員であること[3]

不当解雇の金銭解決額は、調査によれば約7か月分の給与額が平均であった。

### スウェーデン
雇用主は、従業員が雇用主に対する義務を著しく怠った場合に解雇する理由があり、そうでない場合にはUnfairである。余剰人員理由での解雇では、他の仕事を提供可能な場合はUnfairとなるが、ほとんどの産業別労働協約ではこれを免除する規定を結んでいる。
裁判所が不当解雇の判決を出し、解雇が無効という命令に応じない場合は、代わって金銭的補償が行われる。補償額はケースによりけりだが、その最高額は、勤続年数が5年未満の雇用に対しては賃金の16か月分。 5年以上10年未満の場合は24か月分。 10年以上の場合は32か月分と定められる。

## 日本
日本においては、具体的には以下の事例が「不当解雇」となる。
1. 業務上負傷し、又は疾病にかかり療養のために休業する期間及びその後30日間における解雇（労働基準法第19条）
2. 産前産後の女性が、労働基準法第65条の規定にて休業したことを理由としての解雇（労働基準法第19条）
3. 年次有給休暇を取得したことを理由とする解雇（労働基準法136条）
136条違反に対する直接的な罰則は定められておらず、刑事的な強制力はないと解される。
4. 労働組合の組合員であること、労働組合に加入し、もしくはこれを結成しようとしたこと、もしくは労働組合の正当な行為をしたこと等を理由とする解雇（労働組合法7条）
これは不当労働行為に当たるので、該当する労働者・労働組合は都道府県労働委員会に救済申し立てができる（労働組合法27条）。
5. 事業場の法令違反を労働基準監督署等に申告したことを理由とする解雇（104条2項、労働安全衛生法97条、最低賃金法34条）
6. 労働者の性別を理由とする解雇（男女雇用機会均等法6条）
7. 女性労働者が結婚・妊娠・出産・産前産後の休業をしたことを理由とする解雇（男女雇用機会均等法9条）
8. 対象となる労働者が育児休業・介護休業を申し出たこと、又は育児休業・介護休業をしたことを理由とする解雇（育児・介護休業法10条、16条）
9. 対象となる労働者が看護休暇・介護休暇を申し出たこと、又は看護休暇・介護休暇をしたことを理由とする解雇（育児・介護休業法16条の4、16条の7）
10. 対象となる労働者が所定外労働の制限・時間外労働の制限・深夜業の制限を申し出たこと、又は所定外労働の制限・時間外労働の制限・深夜業の制限をしたことを理由とする解雇（育児・介護休業法16条の9、18条の2、20条の2）
4~8については、厚生労働大臣は違反する者に対して勧告することができ、その者が勧告に従わない場合はその旨を公表することができる（男女雇用機会均等法29条、30条）。
11. 公益通報をしたことを理由とする解雇（公益通報者保護法3条）
12. 労働者が雇用保険法における被保険者となったこと又は被保険者でなくなったことの確認を行ったことを理由とする解雇（雇用保険法8条、73条）
13. 労働者が裁判員の職務を行うために休暇を取得したことその他裁判員、補充裁判員、選任予定裁判員若しくは裁判員候補者であること又はこれらの者であったことを理由とする解雇（裁判員の参加する刑事裁判に関する法律100条）

使用者は法律等に定められた要件を満たしていれば基本的に労働者・従業員を解雇ができるとされている。（詳細は「整理解雇」、「早期優遇退職」「会社都合退職」、「自己都合退職」を参照）
しかし、使用者自体が法律や労働慣例に詳しくなかったり（過失）、悪意（故意）を持っているなどで、必要な要件を満たさないまま労働者・従業員を解雇するケースも多い。
現在では、不況による企業のリストラの最終手段として人員整理と不当解雇が行われるケースが増えている。2017年には補助金の終了により就労継続支援事業A型・集団解雇及び事業停止事件が発生している。
また、会社側が内部告発をした社員などに対し、報復としてその社員に言いがかりを付けて懲戒にすること（不当懲戒解雇）も問題になっている。弁明の手続きがあっても、他の懲戒相当ケースと比べ明らかに重い処分をする場合は、不当懲戒処分である社員不平等扱いの可能性が高い。なお、退職強要も法律的な解釈から見れば、労働者の意思を制圧したことの要件が加わることになるので、不当解雇の要素の1つとなる。

### 紛争解決
個別労働紛争解決制度には、以下が存在する。
- 紛争調整委員会によるあっせん（裁判外紛争解決手続）
- 労働審判
- 民事訴訟

不当解雇の救済手段は、法律上明文化されたものや明らかな判断がつく事項は労働基準監督署で扱うことができるが、それ以外の「合理的な理由」というものについては、個別の事案ごとに不当かどうかを検討しなければならず、結局民事的な紛争として解決するしか方法がない。
裁判所に訴え出るとなると、それに費やす金銭、時間、人的余裕の少ない労働者にとっては負担が大きいことや、勝訴した場合でも被告である使用者からのケアが充分に行われなかったりする（使用者は与える仕事がないから解雇するのであって、解雇が無効であっても仕事が与えられないことに変わりはない）ことなどで、結局「泣き寝入り」となる労働者が少なくない。訴訟では地位保全の仮処分、賃金仮払いの仮処分を解雇後迅速に申請すれば、3か月以内に決定が下される。本訴の裁定までには数年かかる場合もある。
解雇は専ら使用者の意思で行なわれるので、すべて使用者の裁量によるものである。特に解雇の中の普通解雇に関しては、解雇要件が広義になっているので、社会通念や程度なども千差万別であり、就業規則や労働協約などの取り決めも含めて、解決方法の手段も異なってくる。
労働組合が存在する会社では、労働組合を通じて交渉する手段があり、交渉が決裂した場合は、双方の主張を司法で判断すべく裁判となる。労働組合が存在しない場合は、一般労働組合と呼ばれる外部の労働組合に個人で加入するか、個人での交渉か弁護士・社会保険労務士などの代理人を通じて行なうこととなる。また、厚生労働省労働局や地方自治体の労働委員会による個別労働紛争の調整など、行政の介入による解決も行われ、成果を挙げている。
2006年より「労働審判法」が施行される。内容としては現在の厚生労働省都道府県労働局長による個別紛争解決が司法の場に用いられ、その決定は強制力を持つ。形式としては刑事裁判の形式裁判に類似している。決定に不服な場合は正式裁判に移行する。

## オーストラリア
オーストラリアでは不当解雇とされるケースでは、公正労働委員会に申し立てを行うことができる。これは解雇されてから21日以内に申し立てを行う必要がある。この申し立てを行うことができるのは、勤務期間が6か月以上であった者である（中小企業においては12カ月間）。正当なRedundancy（整理解雇）であった場合、不当解雇の申し立てを行うことはできない。
なお不当解雇以外にも、一般解雇保護（General protections dismissal）、または違法解雇（Unlawful termination）に該当する場合も、申し立てを行うことができる。

## 米国
米国では以下を理由とした解雇はUnfairと定められる。
- 人種・皮膚の色、宗教、性、出身国による（公民権法）[7]
- 年齢理由（年齢差別禁止法）[7]
- 障害理由（障害を持つアメリカ人法）[7]
- 労働組合活動、組合加入による[7]
- その他法律上の権利行使や手続の利用に対する報復[7]

## イギリス
以下を理由とした解雇は、不公正解雇と定められる。
- 妊娠・出産 [7]
- 産前産後休業・育児休業・家族休業の取得 [7][8]
- 短時間又は有期労働者であること [7]
- 商店等における日曜労働の拒否, 労働時間規則の制限を超えて働くことの拒絶, 年次有給休暇の取得等, フレキシブル労働時間の適用の請求 [7]
- 最低賃金の適用  [7][8]
- 教育訓練プログラムへの参加を求めること  [7]
- 労働組合への加入の有無、労働組合の活動 [7][8]
- 従業員代表の活動  [7]
- 安全衛生活動、職域年金基金の活動等  [7]
- 内部通報  [7][8]
- 制定法上の権利に関する主張  [7]
- 人員整理の際、他の労働者と異なる基準を適用された場合  [7]

不当解雇の金銭解決額は、さまざまな要素が考慮されるが、給与が平均の中央値である勤続20年の労働者の場合は、約8か月分の給与相当となる。

## ラテンアメリカ
19世紀に独立したラテンアメリカ諸国でははじめ、無期限の雇用契約を禁止し、解雇を自由としてきた。メキシコ革命によって成立した1917年憲法が、正当な理由のない解雇を禁じたのが、不当解雇を禁じる最初の法である。以後同様の立法が広まり、第2次世界大戦がおわるまでにほとんどの国で不当解雇を禁じる法律が作られた。
不当解雇の法律上の扱いはおおよそ三つに分れる。不当解雇が無効となるのはキューバ、メキシコ、パナマ、ペルーで、不当な解雇に対して補償金を支払うのがアルゼンチン、コロンビア、コスタリカ、エルサルバドル、グアテマラ、ウルグアイ、正当・不当にかかわらず解雇に補償金を支払わせるのがボリビア、チリ、エクアドル、ハイチ、ホンジュラス、ニカラグア、ドミニカ共和国である。
いくらかの国では不当解雇に対して復職を命じる法律をもっているが、そうした国でも、また不当解雇を無効とする国でも、実務的には補償金を積むことで決着させることが多い。不当でない解雇の圧倒多数は業績悪化のような経済的理由（レイオフ）によるもので、多くの国がこれを認めている。個々の労働者が故意または重大な過失で損害をもたらした場合も正当な解雇理由になるが、そうした解雇権の乱用に対しては労働裁判所のような機関に訴えることができる。この場合、不当でないことの証明責任は、雇用者が負う。ただし、この手続きには時間がかかり、ときには確定するまで10年かかることもあって、十分な救済手段にはなっていない。